# 圣若翰洗者圣殿 (什切青)

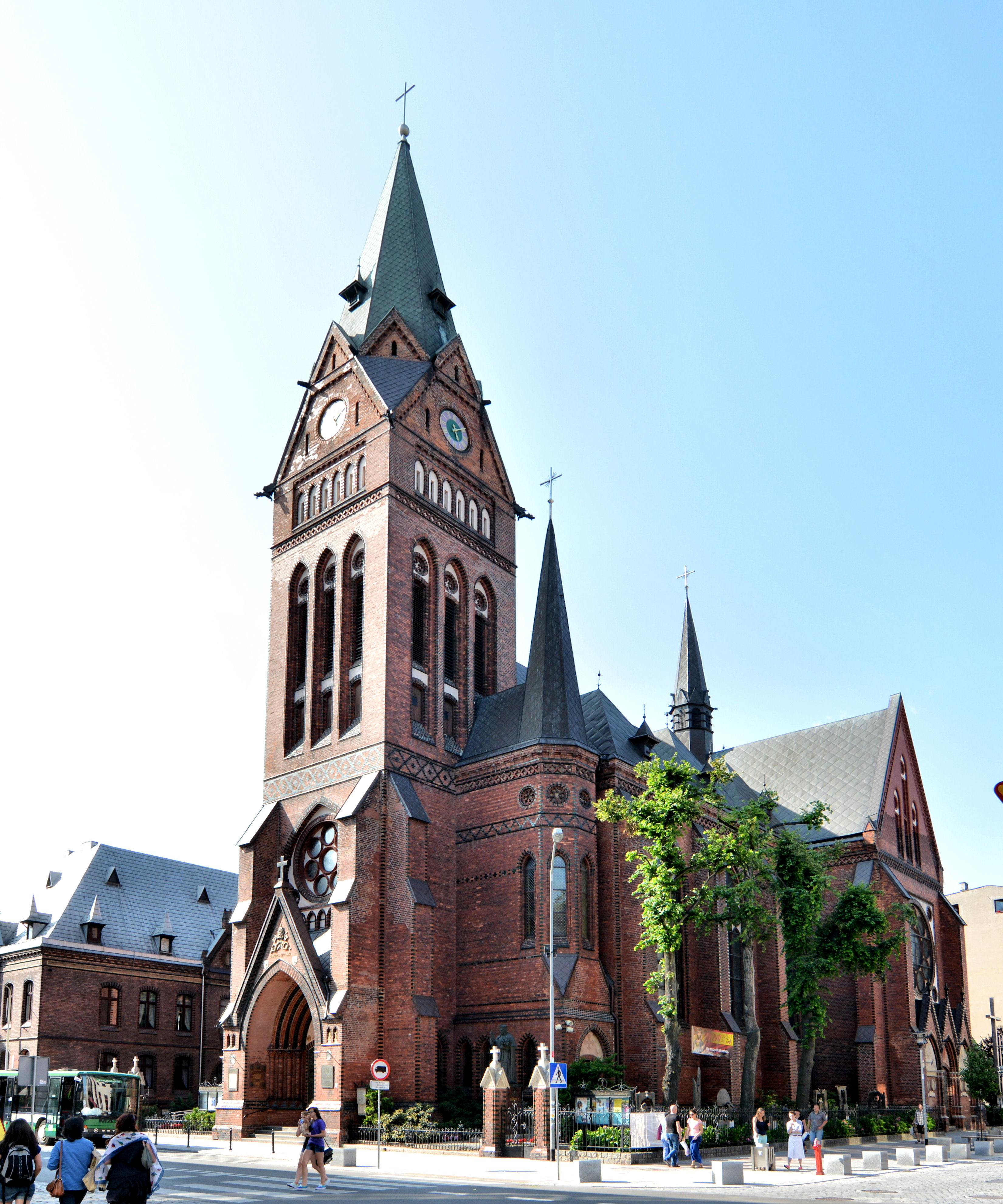

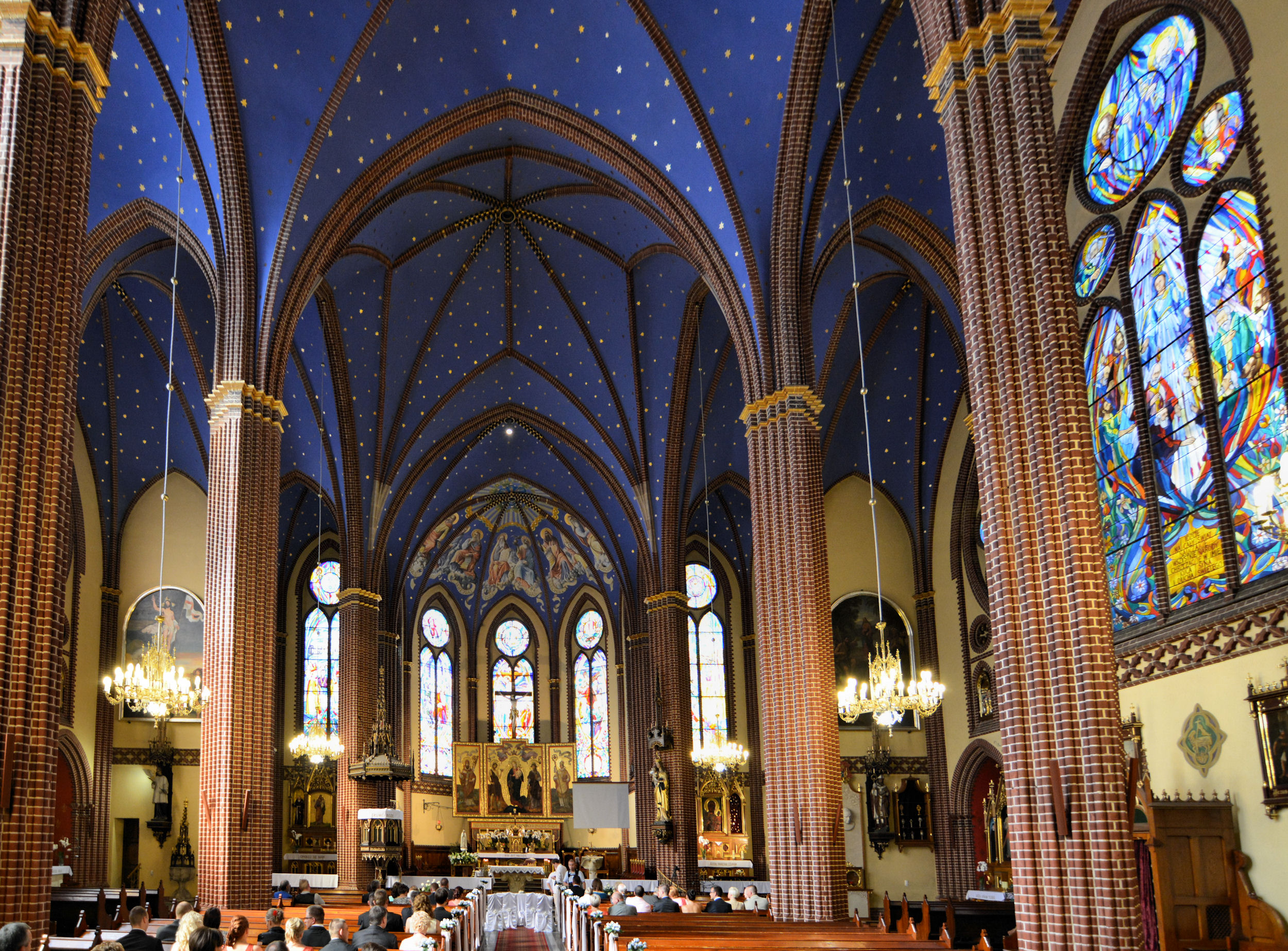
教堂的内部

圣若翰洗者圣殿（Bazylika św. Jana Chrzciciela w Szczecinie）是一座罗马天主教宗座圣殿，新哥特式，供奉圣若翰洗者，位于波兰西北部城市什切青。 
该堂建于1888-1890年。在1945年以前是该市唯一的天主教堂，一部分信徒和神父都是波兰人。1944年盖世太保烧毁教堂的屋顶和钟楼，杀害了神父。逮捕了许多教友。战争结束后，教堂被重建。
2008年，教宗本笃十六世将其升格为宗座圣殿。

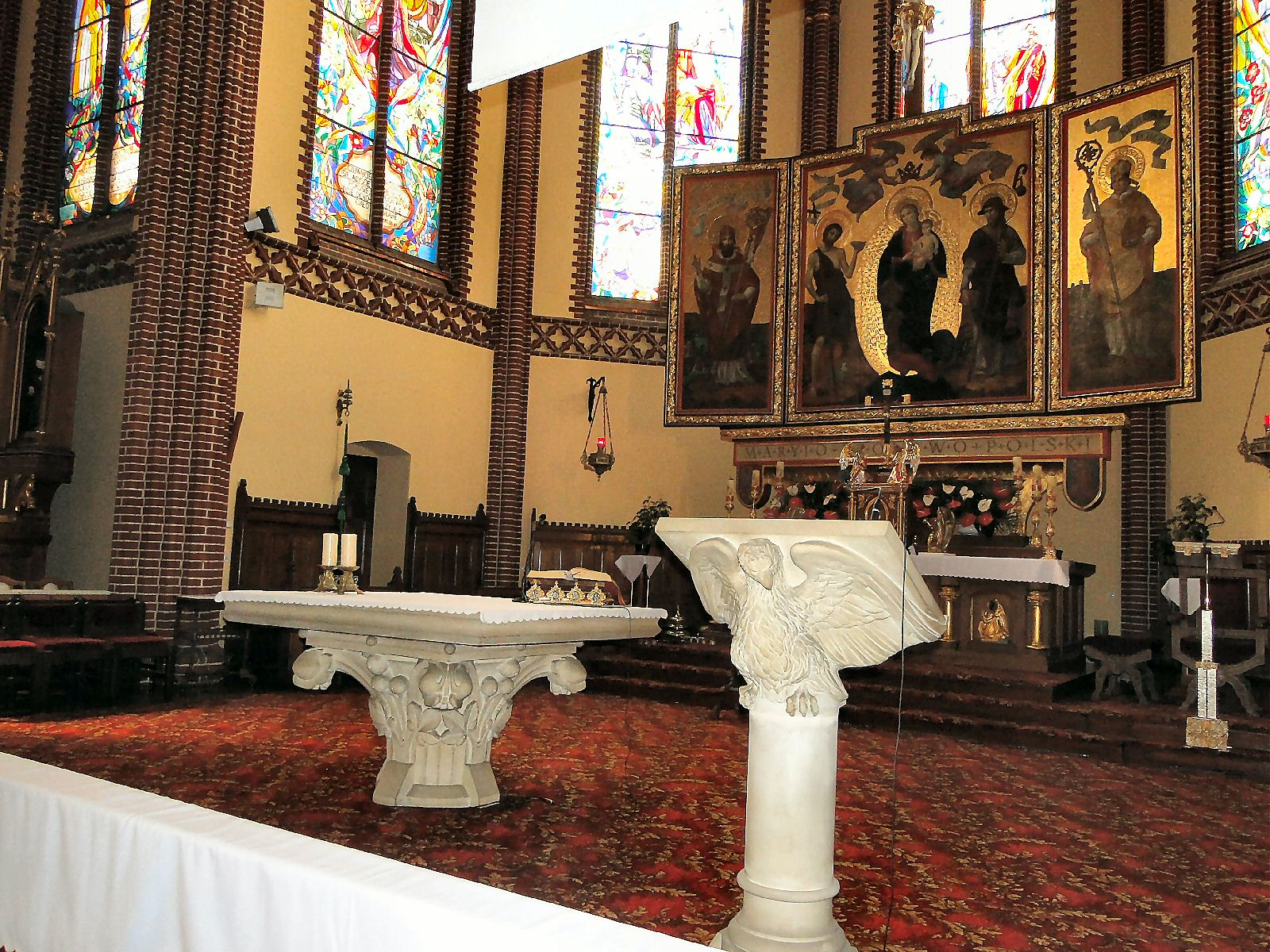
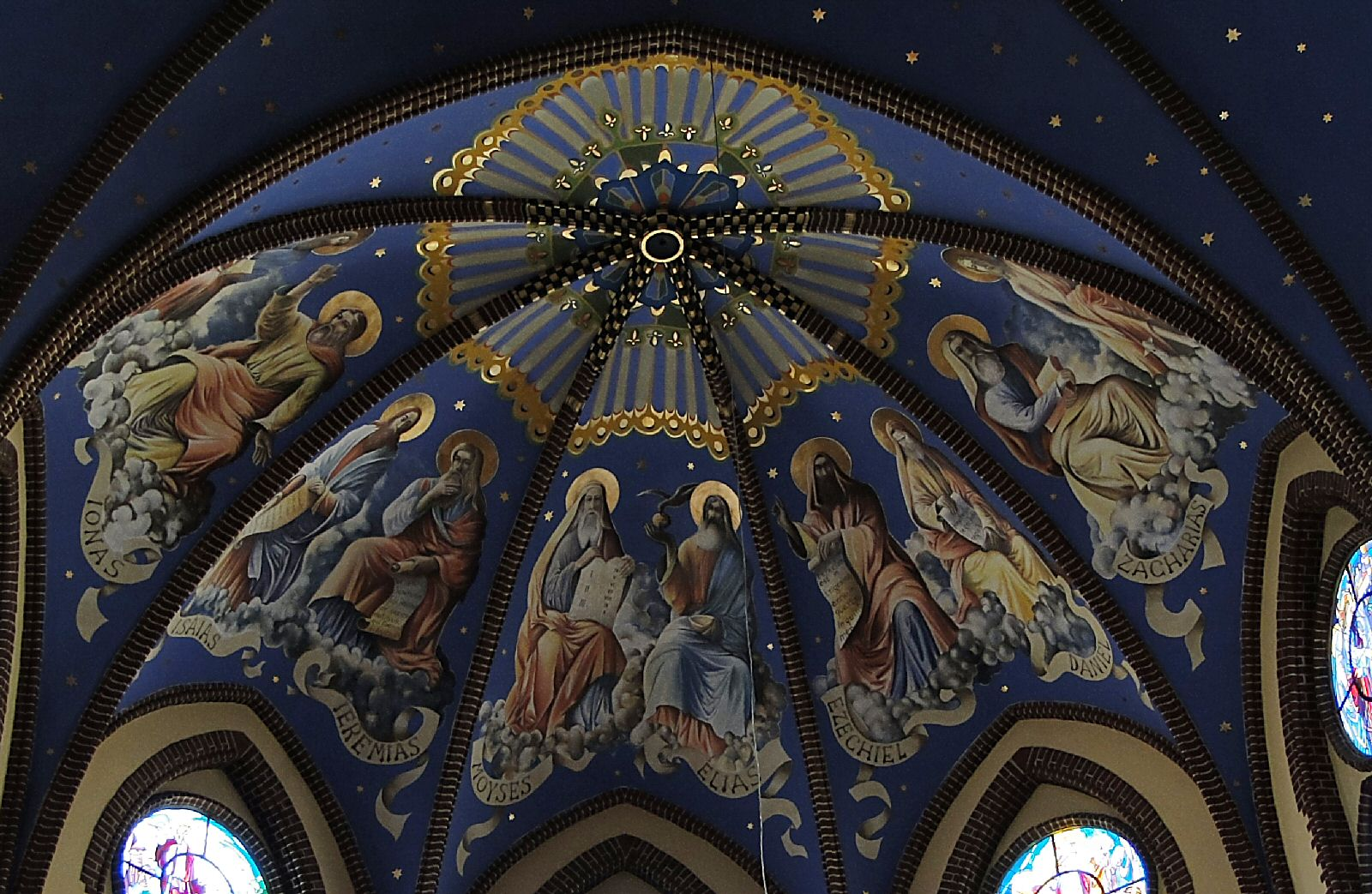
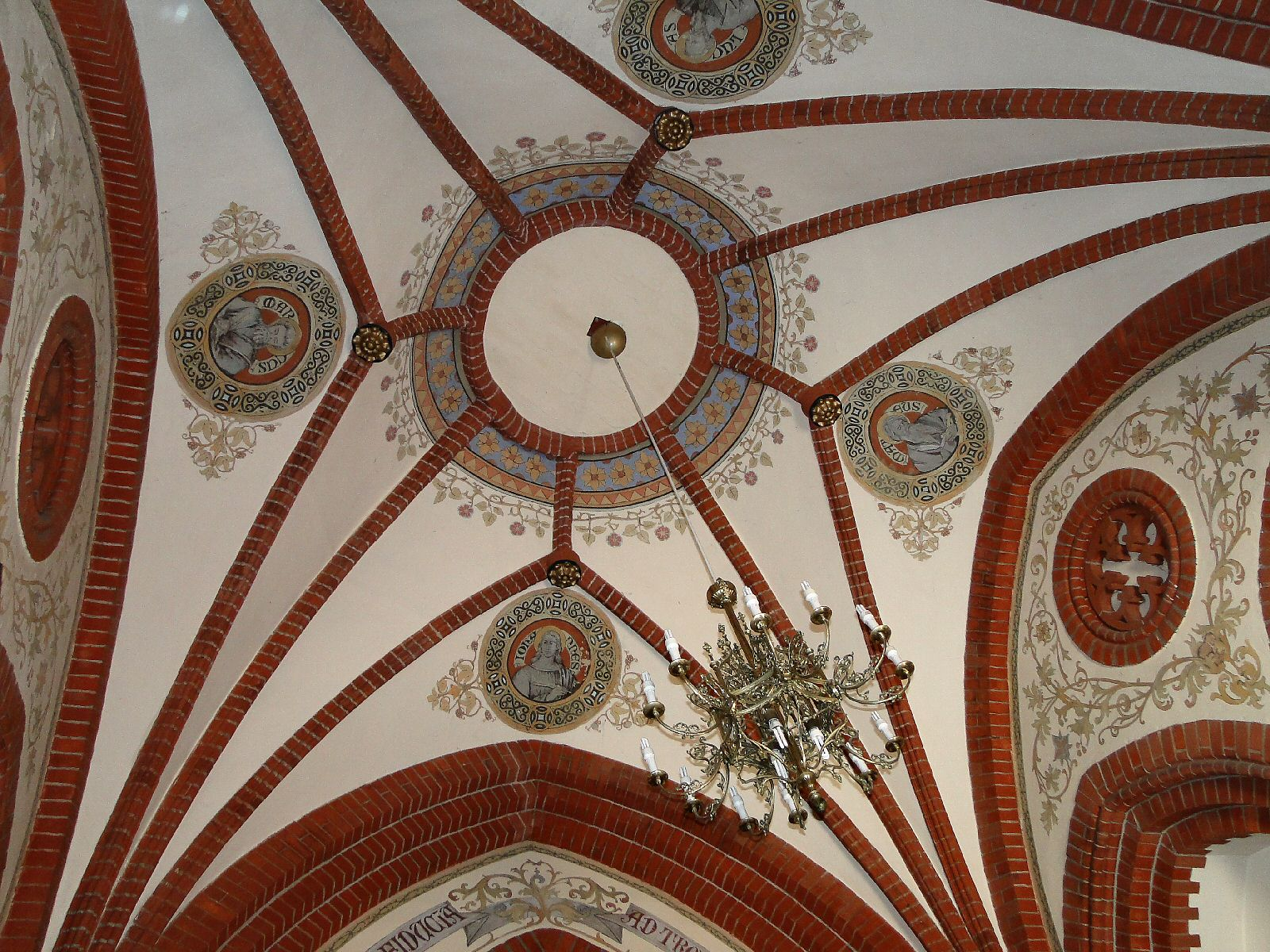
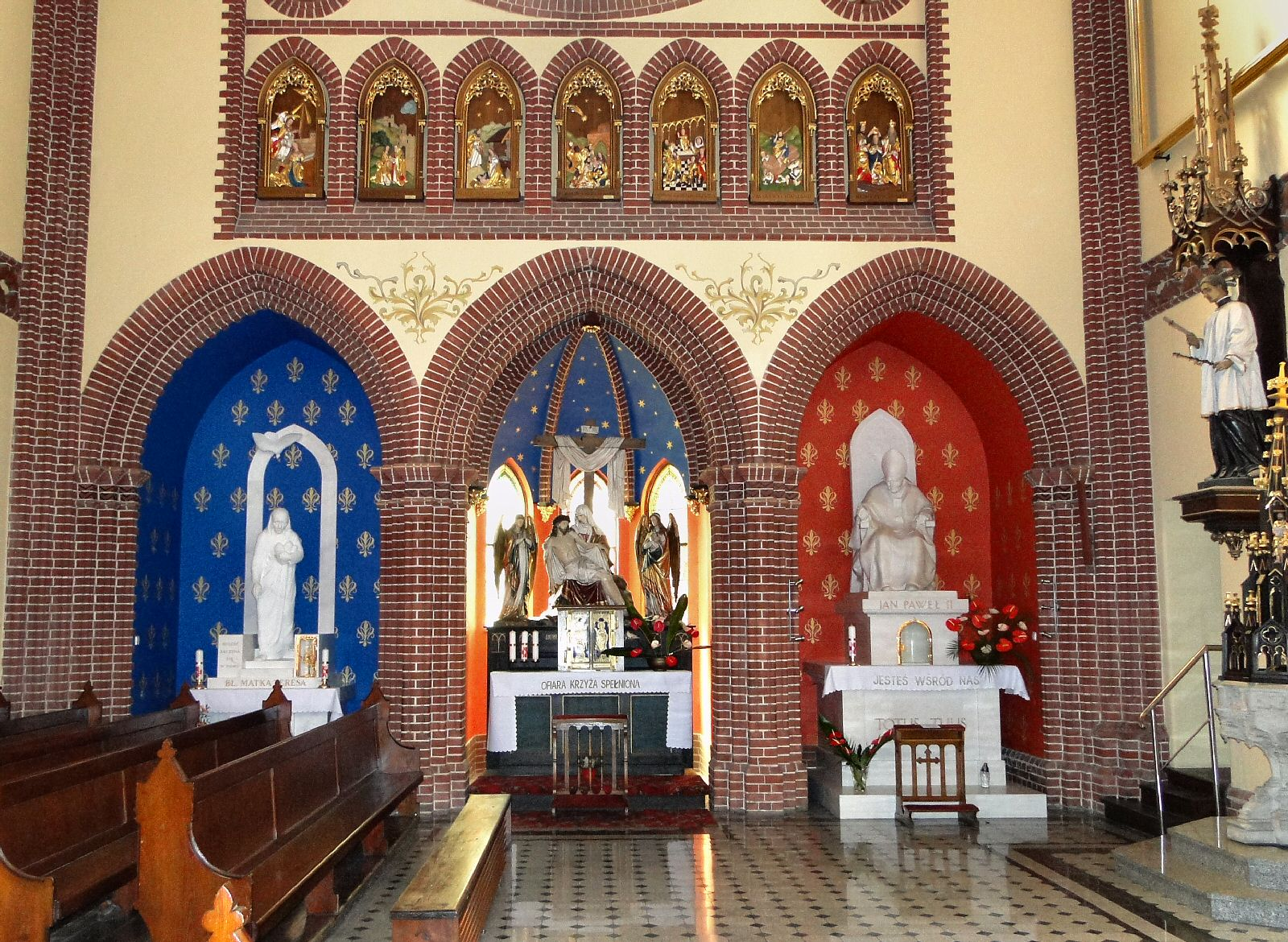
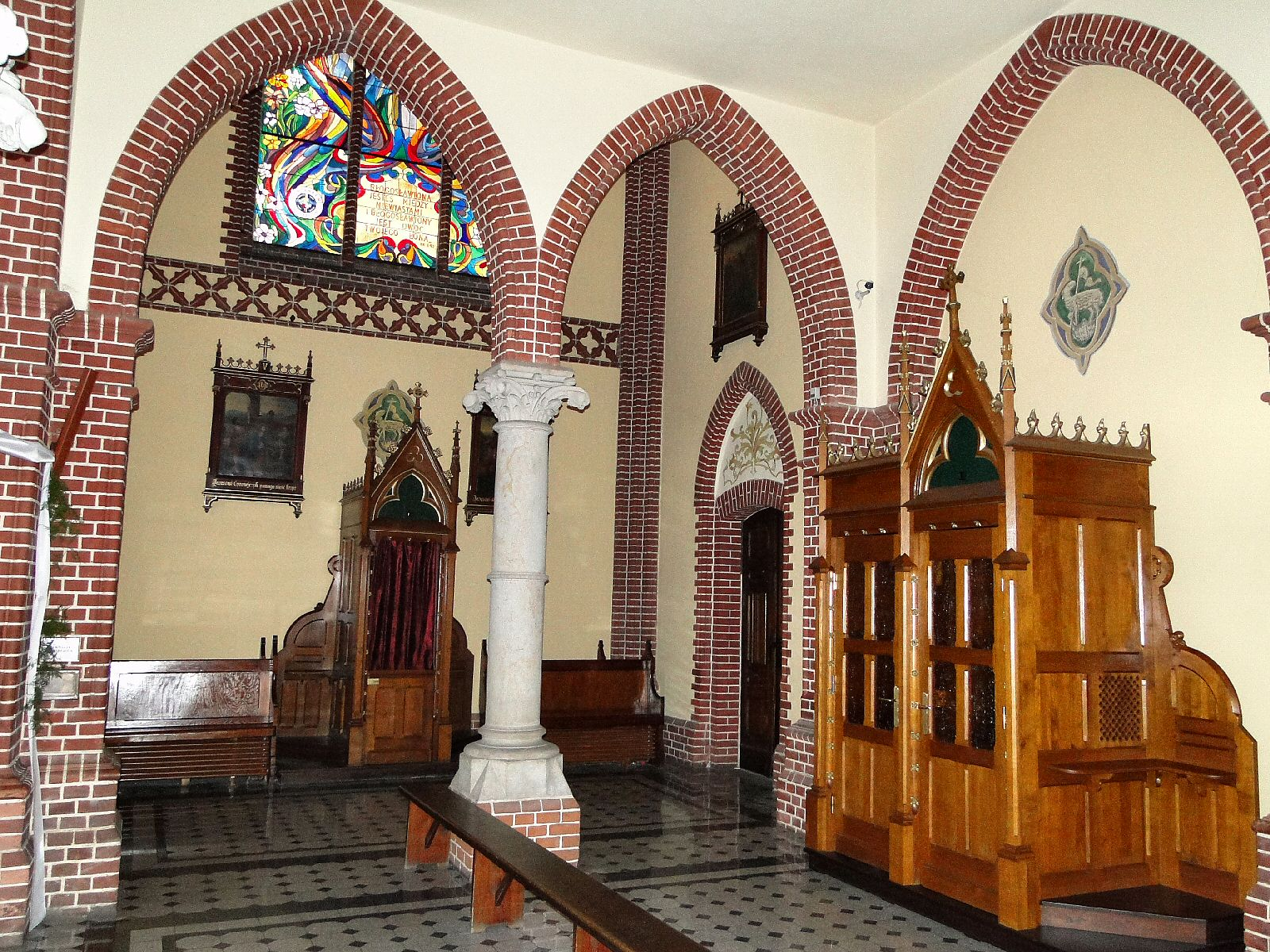
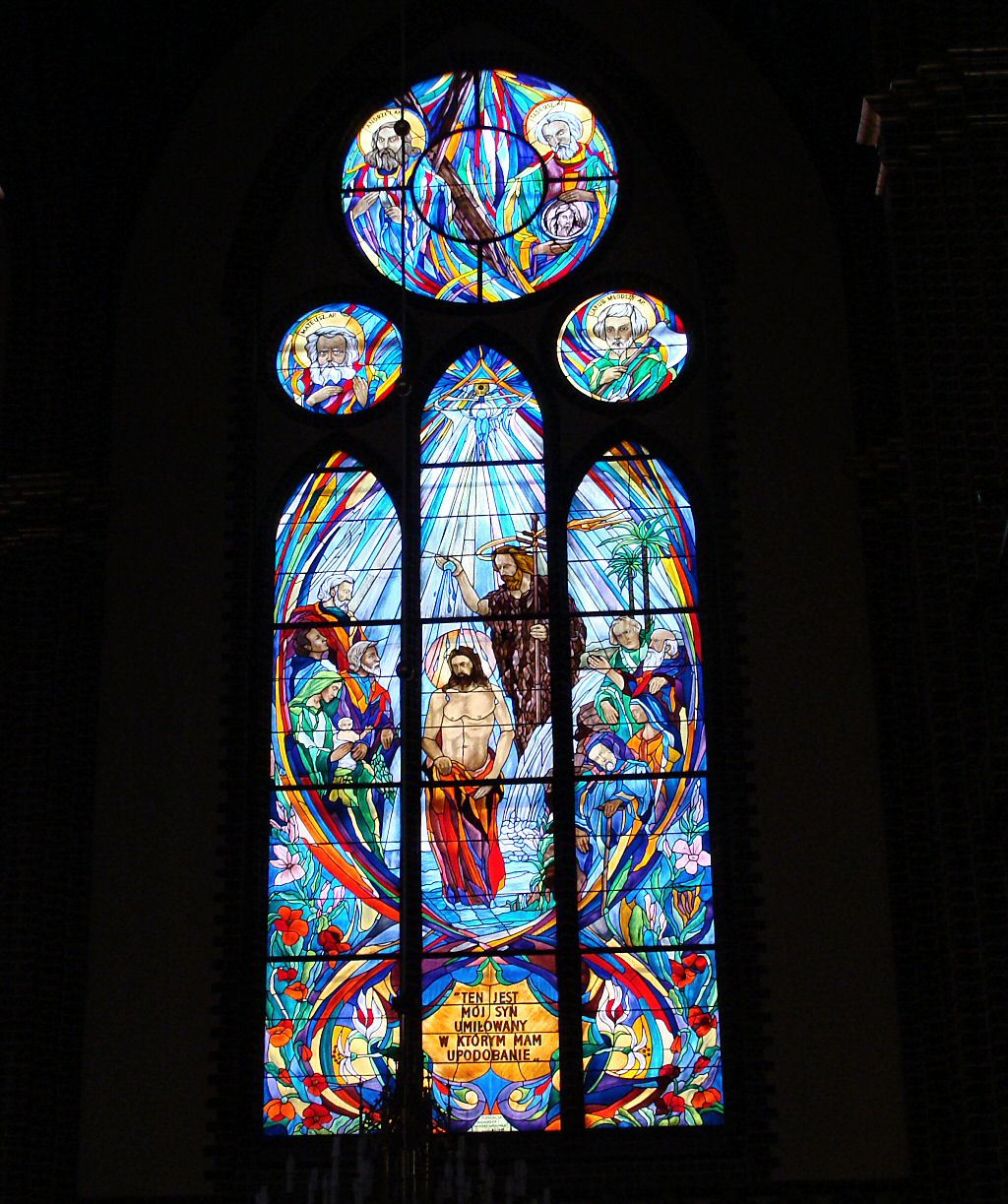
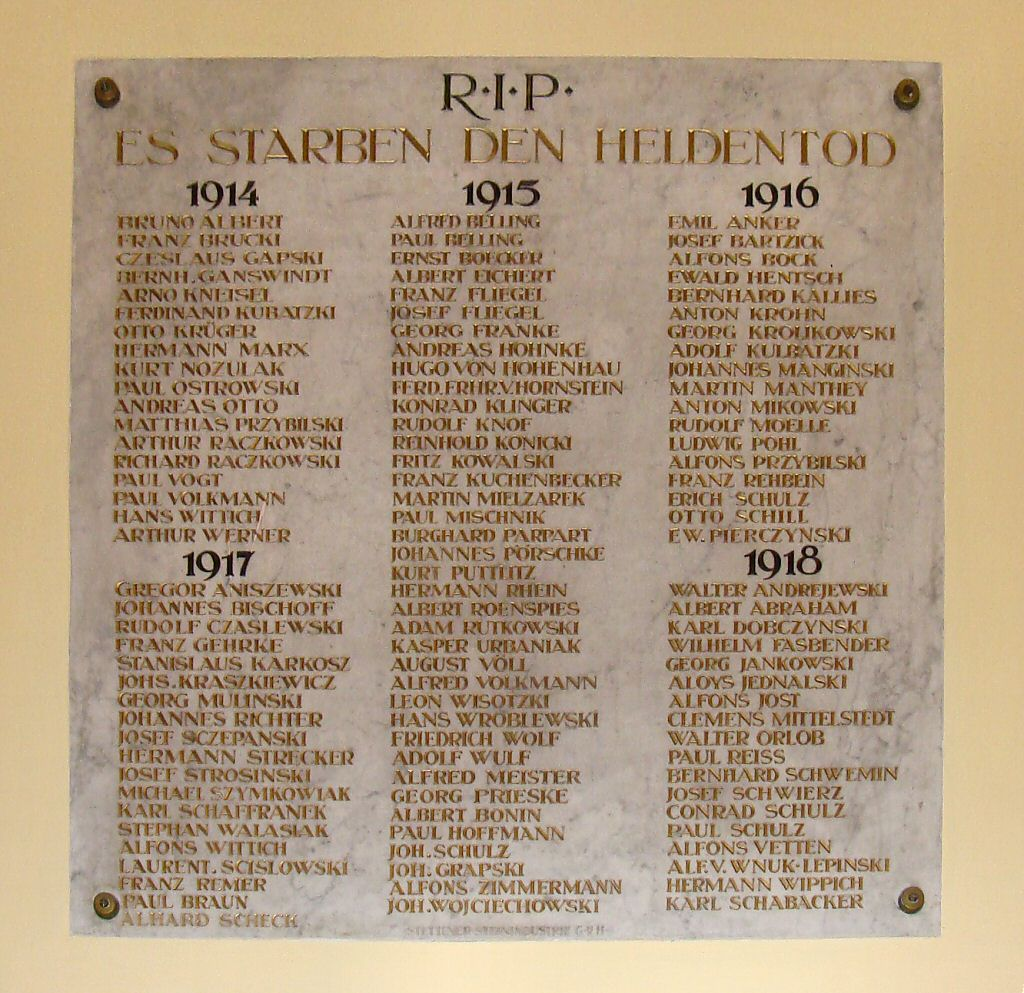
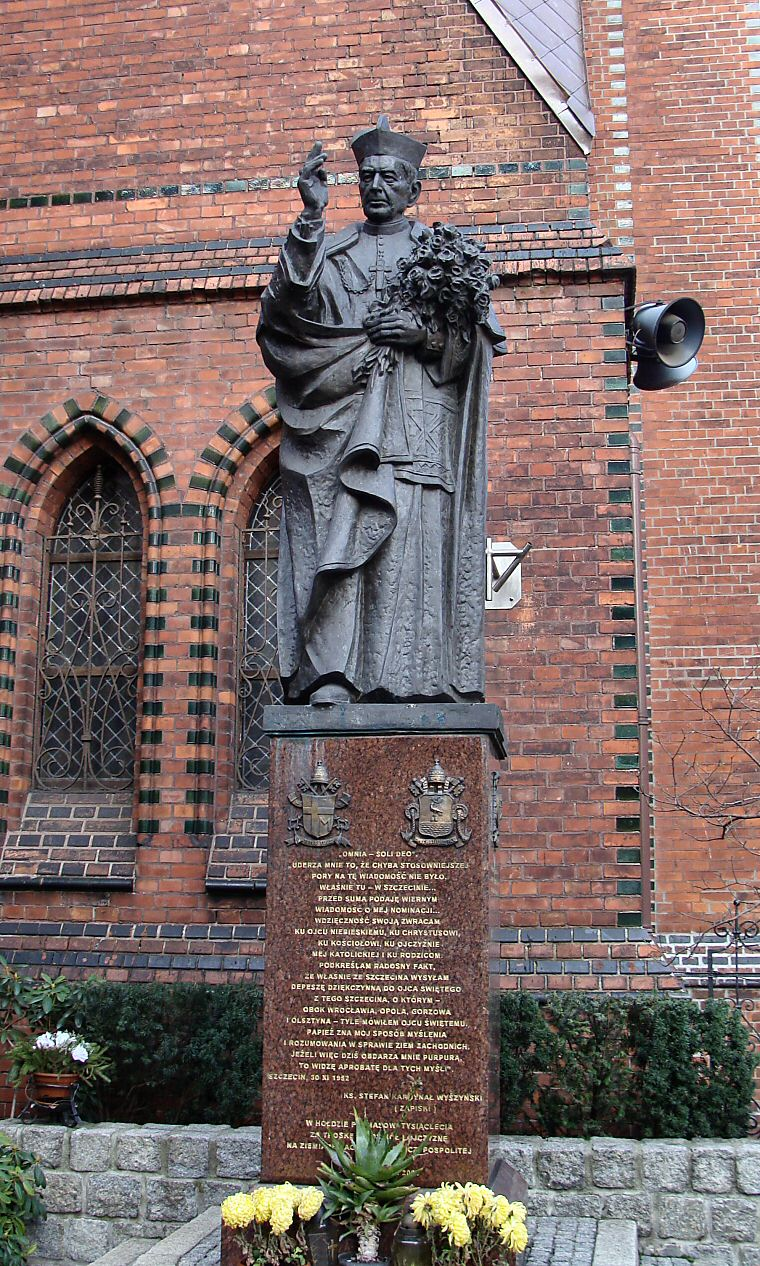
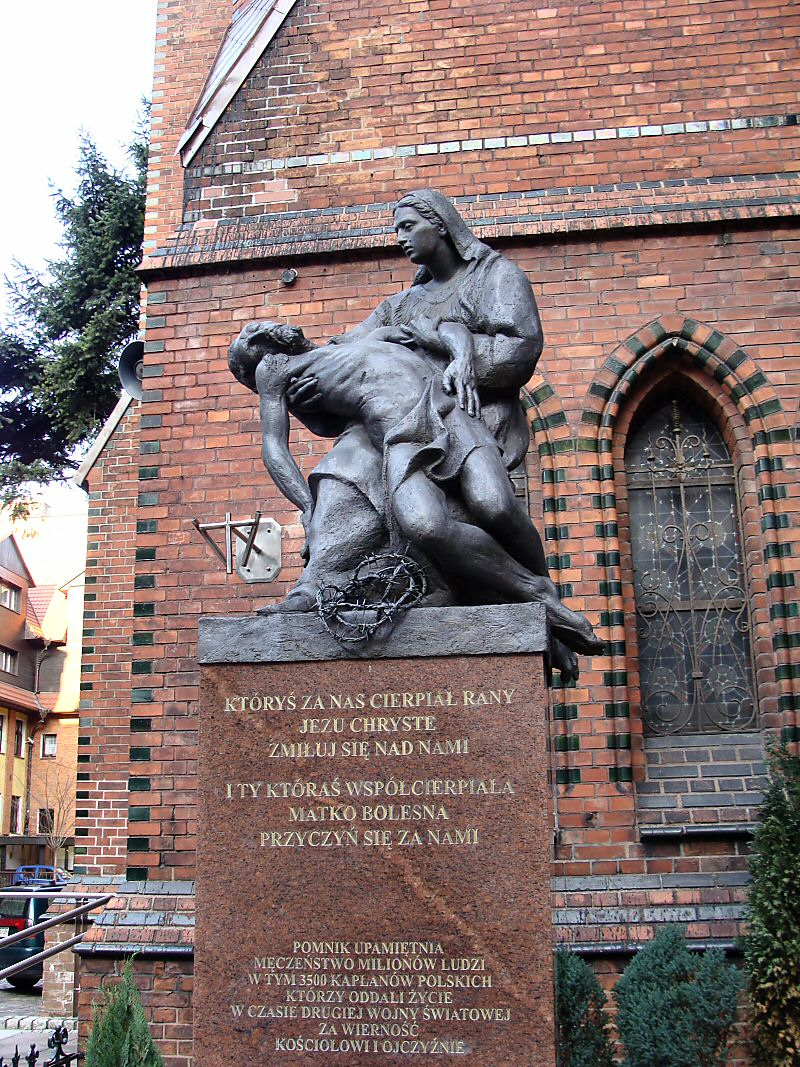